# Universität für Wissenschaft und Technik Zentralchina

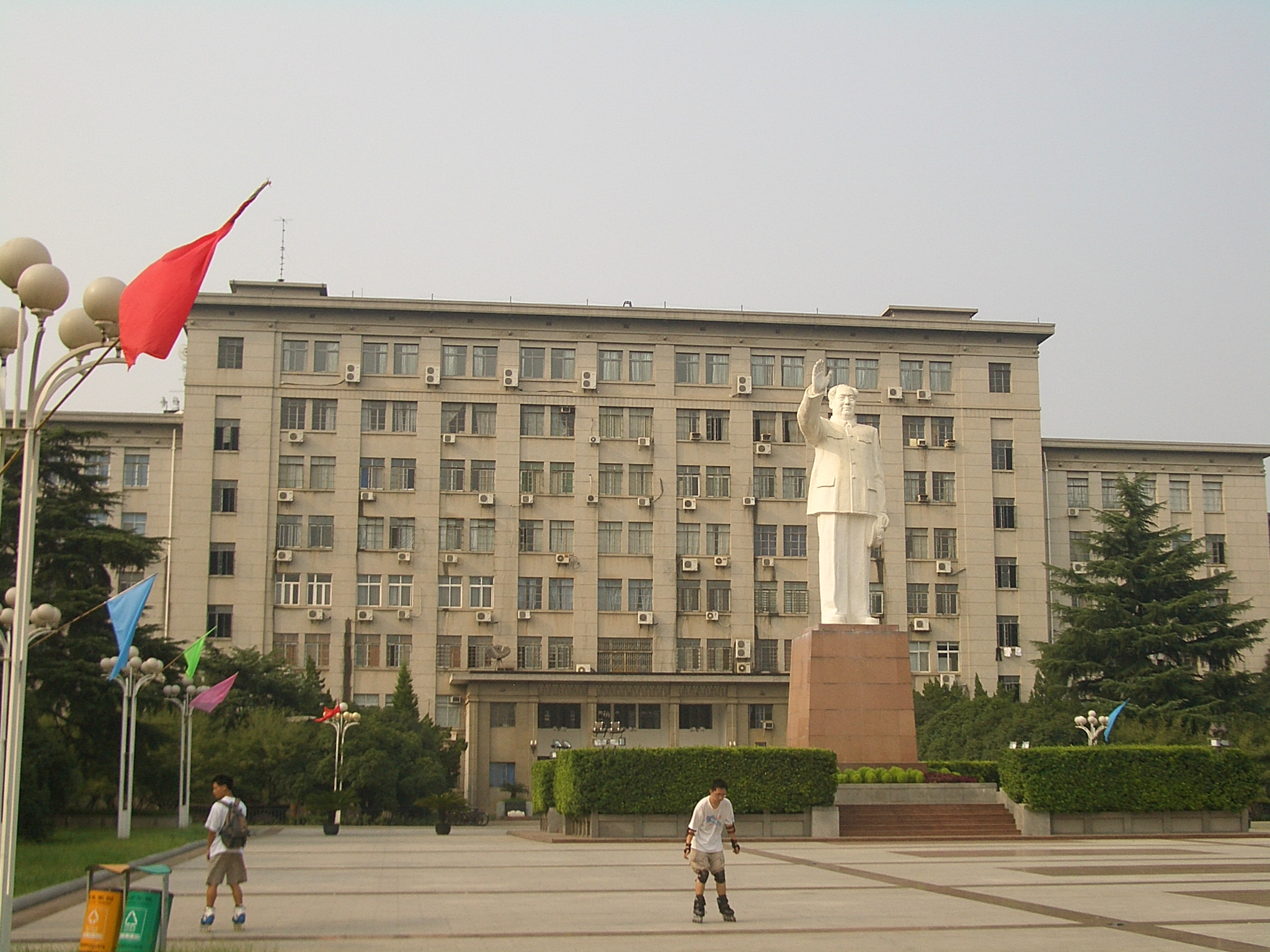
Das Hauptgebäude der Universität für Wissenschaft und Technik Zentralchina

Die Universität für Wissenschaft und Technik Zentralchina (chinesisch 華中科技大學 / 华中科技大学, Pinyin Huázhōng Kējì Dàxué), engl. Huazhong University of Science and Technology, abgekürzt HUST,  ist eine Universität in Wuhan, in der chinesischen Provinz Hubei. Die Universität nahm am 15. Oktober 1953 den Lehrbetrieb auf; ihre Einrichtungen sind auf einer Fläche von etwa 467 Hektar verteilt. Rektor der Universität ist seit Oktober 2021 der Maschinenbau-Professor You Zheng (尤政, * 1963).
Die Universität für Wissenschaft und Technik Zentralchina gehört zu den Universitäten des Projekt 211 und Projekt 985. Die heutige Universität entstand durch eine Fusion der ehemaligen Technischen Universität Zentralchina mit der Medizinischen Tongji-Universität und dem Institut für Stadtplanung Wuhan im Mai 2000. Im Studienjahr 2022/2023 gab es 46 Fakultäten.
Zu diesem Zeitpunkt hatte die Universität 46.303 Studenten in Diplomstudiengängen, 6248 Doktoranden und 500 Postdocs, dazu noch 3700 Studenten aus dem Ausland. Es gab gut 1200 ordentliche und 1400 außerordentliche Professoren. Es besteht eine Partnerschaft des Tongji Medical College der Universität mit der Berliner Charité.